# Синдром Ді Георга
Синдром Ді Георга (синдром Ді Джорджа, синдром Ді Джорджі, синдром дисембріогенезу 3-4 зябрової дуги, вроджена аплазія тимусу і паращитоподібних залоз, синдром 22q11.2, CATCH 22 phenotype) — різновид ідіопатичного ізольованого гіпопаратиреоїдизму; рідкісне вроджене захворювання. Генетичною причиною синдрому Ді Георга є делеція центральної ділянки довгого плеча хромосоми 22 (22q11.2) розміром 1.5-3 млн.п.н. Однак відомі випадки, коли при тих же клінічних проявах має місце делеція інших хромосом — 10р13, 17р13, 18q21 та інших. У більшості випадків делеція відбувається під час мейозу при спермато- або оогенезі. Тільки у 5-10 % випадків дефектна хромосома успадковується за аутосомно-домінантним типом. Характеризується агенезією або дисгенезом паращитоподібних залоз, аплазією тимуса (вилочкової залози), що призводить до різкого зниження популяції Т-лімфоцитів та імунологічної недостатності, вродженими аномаліями великих судин (дефекти аорти, тетрада Фалло).

## Етіологія та патогенез

Патологія 22-й хромосомы (22q11.2) успадковується по аутосомно-домінантного типу.

Найбільш імовірна причина розвитку клінічної симптоматики при даному синдромі — незбалансована транслокація, делеція або мікроделеція 22-ї хромосоми (22q11.2). Більшість випадків спорадичні, обумовлені делеціями 22q11.
Захворювання розвивається в результаті ушкодження закладки 3-4 зябрових кишень, в результаті якого порушується розвиток паращитоподібних залоз і тимуса. Тип успадкування остаточно не встановлений — деякі автори припускають аутосомно-домінантний тип з різною експресивністю.

## Клінічні прояви
Клінічно найбільш постійними проявами захворювання є гіпопаратиреоїдизм і кандидоз, відзначаються аномалії розвитку носа, рота, вух.
Захворювання характеризується аплазією тимуса і пов'язане з порушеннями розвитку тимуса в ембріональному періоді. Тимусний епітелій не може забезпечити нормальний розвиток Т-клітин. Як наслідок, у пацієнтів з цією формою імунодефіциту страждає як клітинна, так і гуморальна імунна відповідь. Діти з подібним імунодефіцитним захворюванням виявляють підвищену чутливість до вірусних, грибкових і деяких бактеріальних інфекцій.
Можливий перебіг синдрому у вигляді ізольованої недостатності паращитоподібних залоз або вродженої відсутності паращитоподібних залоз — гіпокальціємічні судоми, починаючи з періоду новонародженості (тетанія) і вилочкової залози (різні інфекційні захворювання як наслідок імунологічної недостатності).

## Діагностика
Ґрунтується на виявленні типових для синдрому аномалій розвитку:
- агенезія або дисгенез паращитоподібних залоз;
- аплазія вилочкової залози;
- імунологічна недостатність;
- черепно-лицьові дисморфії (мікрогнатія, гіпертелоризм, антимонголоїдний розріз очей, розщілини губи і піднебіння, деформовані та/або низько розташовані вушні раковини).

Найбільш яскраві прояви — гіпопаратиреоїдизм і кандидоз. Можливе поєднання з дефектами аорти і тетрадою Фалло. Іноді — катаракта і пахові грижі. Аналіз крові виявляє лімфоцитопенію, гіпокальціємію, гіпогаммаглобулінемію.

## Прогноз
Зазвичай хворі помирають у ранньому віці від приєднання інфекційних захворювань і серцевої недостатності.